# Amerikanische Kordilleren
Als Amerikanische Kordilleren (von spanisch cordillera: „Gebirgskette“; häufig nur Kordilleren genannt) wird die nahezu ununterbrochene Kette von Kordilleren an der pazifischen Westküste des amerikanischen Doppelkontinentes bezeichnet.
Mit einer Länge von rund 18.000 Kilometern (Breite bis zu 2.500 Kilometer) stellen sie das längste Faltengebirge der Welt dar; es reicht von Alaska bis Feuerland. Im geologischen Sinn gelten die Gebirge des Inselbogens der Südlichen Sandwichinseln und der Antarktischen Halbinsel als Fortsetzung der Kordilleren.
Eng verbunden sind die Amerikanischen Kordilleren mit dem Pazifischen Feuerring, dessen Ostteil sie bilden: Viele der hohen Gipfel sind Vulkane, ganze Ketten sind vom Vulkanismus geprägt. Das Gebirgssystem entstand durch die Subduktion der Farallon-Platte (einschließlich ihrer heutigen Überreste Cocos- und Nazca-Platte) unter die Nordamerikanische, die Karibische und die Südamerikanische Platte.

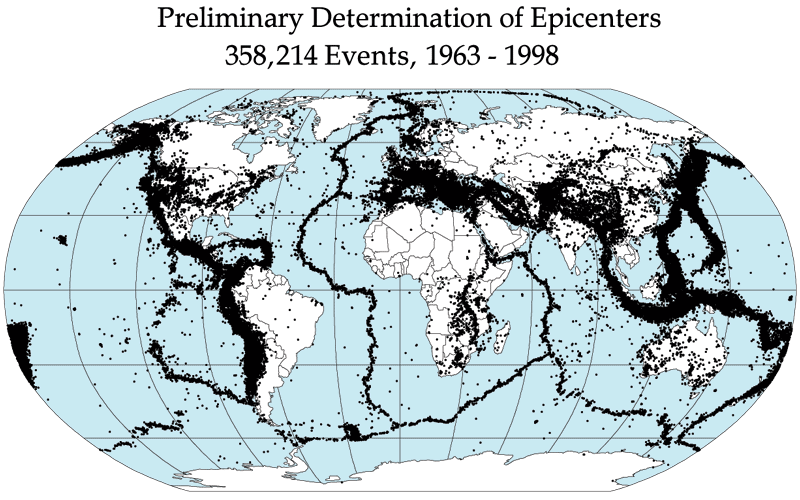
Erdbeben Magnitude > 3,5 (1963–1998): die Kordilleren als Teil der globalen Erdbebengürtel. Quelle: NASA

## Gliederung

### Nordamerika
Die nordamerikanischen Kordilleren lassen sich grob als zwei parallel verlaufende Hauptketten betrachten, die Pazifischen Küstengebirge im weiten Sinne und die Gebirge der laramischen Auffaltung weiter im Landesinnern sowie die dazwischen liegenden Intermontanen Plateaus. Die folgende Gliederung berücksichtigt nur eine Auswahl der größten geomorphologischen Haupteinheiten.

#### Westliche Kordilleren
(Die Aleutenkette bildet im Südwesten Alaskas die Fortsetzung des Feuerrings, wird aber nicht zu den Kordilleren gerechnet.)
- Alaskakette, Süd-Zentral-Alaska
- Pazifische Küstengebirge in Nordamerika, Süd-Alaska, West-British Columbia, Westküste der USA (Auszug):
  - Eliaskette in Alaska und Kanada
  - Coast Mountains in Kanada
  - Coast Ranges von Oregon und Kalifornien
  - Peninsular Ranges, Niederkalifornien, Mexiko
- Kaskadenkette (oder Pazifische Kordillere) primär vulkanisch
- Sierra Nevada in Kalifornien
- Westliche Gebirgsketten in Mexiko:
  - Sierra Madre Occidental, Nordwest-Mexiko (primär vulkanisch)
  - Sierra Volcánica Transversal, Zentral-Mexiko (vulkanisch)
  - Sierra Madre del Sur, Süd-Mexiko

#### Östliche Kordilleren
- Laramische Gebirgsketten:
  - Brookskette, nördlichste Kordilleren außerhalb der pazifischen Küstengebirges in Nord-Alaska und Nordwest-Yukon (Territorium)
  - Mackenzie Mountains, Nordost-Alaska, Nordwest-Yukon
  - Rocky Mountains in Kanada und USA, die Systeme im Landesinneren, jedoch häufig ohne die Mackenzie Mountains
- Östliche Gebirgsketten in Mexiko:
  - Sierra Madre Oriental im Osten
  - Sierra Nevada Mexikos als östliche Fortsetzung der südlichen Querverbindung

### Mittelamerikanische Kordilleren
- in Guatemala, Honduras und El Salvador:
  - Hochland von Guatemala
  - Sierra Madre de Chiapas
- in Costa Rica und Panama
  - Cordillera de Talamanca

### Südamerika
Die Kordilleren Südamerikas sind die Anden. Sie bestehen je nach Region aus zwei bis drei Hauptketten: Cordillera Occidental (Westliche Kordillere), Cordillera Central (Zentralkordillere) und Cordillera Oriental (Östliche Kordillere). Dazu kommen im Norden und Süden Ausläufer.
- Cordillera de Mérida in Venezuela, nördlicher Ausläufer

- Westliche Kordillere
  - Cordillera Occidental in Kolumbien
  - Cordillera Occidental in Ecuador; davon abgesetzt das Küstengebirge Cordillera Costanera in Ecuador, ein Mittelgebirge
  - Cordillera Negra, Cordillera Blanca, Cordillera Huayhuash und Cordillera Raura im Norden Perus
  - Cordillera Volcánica im Süden Perus
  - Cordillera Occidental in Bolivien

- Zentralkordillere
  - Cordillera Central in Kolumbien
  - Cordillera Real (auch Cordillera Central oder Cordillera Oriental) in Ecuador
  - Cordillera Central (mit Cordillera Apolobamba, Cordillera Real, Cordillera Muñecas, Cordillera Tres, Cordillera Azanaques, Cordillera de Frailes, Cordillera de Chichas und Cordillera de Lípez) in Bolivien

- Östliche Kordillere
  - Cordillera Oriental in Kolumbien
  - Cordillera Oriental (mit Cordillera Azul, Cordillera Huaguruncho, Cordillera Huaytapallana und Cordillera Vilcanota) in Peru
  - Cordillera Oriental (mit Cordillera de Cochabamba) in Bolivien

- Cordillera de la Costa, Küstengebirge in Chile, südlicher Ausläufer
- Cordillera Darwin auf Feuerland, südlichster Ausläufer